# Snyder (Teksas)
Snyder – miasto w Stanach Zjednoczonych, w stanie Teksas, siedziba hrabstwa Scurry.
Początki osadnictwa na tym obszarze sięgają roku 1878, a w 1884 roku zostało wybrane siedzibą hrabstwa.

## Demografia
Według przeprowadzonego przez United States Census Bureau spisu powszechnego w 2010 roku miasto liczyło 11 202 mieszkańców. Natomiast skład etniczny w mieście wyglądał następująco: Biali 79,0%, Afroamerykanie 3,8%, Azjaci 0,5%, pozostali 16,7%.